# Třebětice, Kroměříž
Třebětice là một làng thuộc huyện Kroměříž, vùng Zlínský, Cộng hòa Séc.